# La Chapelle-aux-Bois
La Chapelle-aux-Bois ist eine französische Gemeinde mit 672 Einwohnern (Stand 1. Januar 2022) im Département Vosges in der Region Grand Est. Sie gehört zum Arrondissement Épinal und zum Gemeindeverband Épinal.

## Geografie

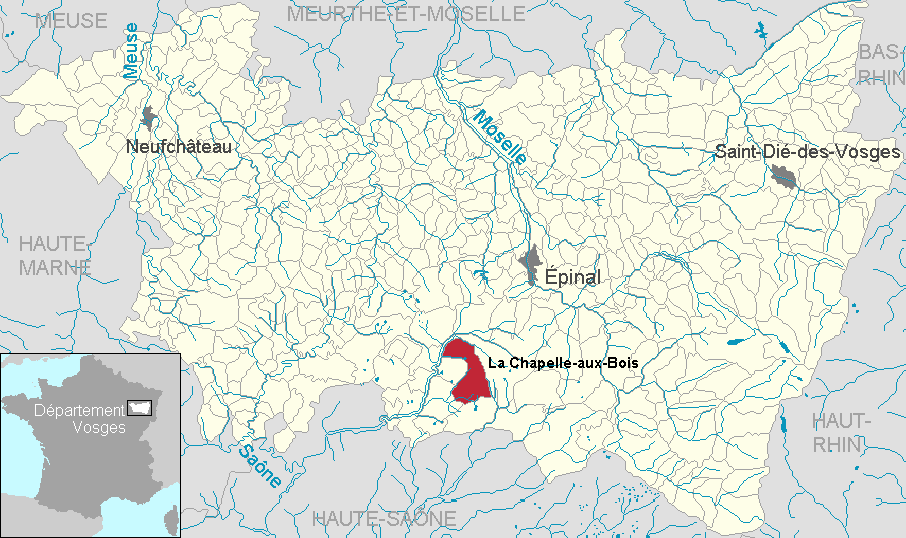
Lage der Gemeinde La Chapelle-aux-Bois im Département Vosges

Das ca. 30 km² große Gemeindegebiet der Gemeinde La Chapelle-aux-Bois liegt durchschnittlich 430 Meter über dem Meer und erstreckt sich auf dem Hochplateau der Vôge, das durch die Täler der kleinen Côney-Nebenflüsse Ruisseau de Bagnerot und Ruisseau Jeandin unterbrochen wird. Die Flüsse gehören zum Saône/Rhône-Einzugsgebiet. Die Landschaft im Gemeindegebiet ist durch Acker- und Wiesenflächen geprägt, im Süden und Osten befinden sich zusammenhängende Wälder. Der Canal des Vosges bildet die nordwestliche Grenze der Gemeinde.
Zu La Chapelle-aux-Bois gehören die Ortsteile Fieuzé, Gremifontaine, Hardémont, Haudompré, La Forêt und Les Grands Prés.
Nachbargemeinden von La Chapelle-aux-Bois sind Xertigny im Norden und Westen, Le Clerjus im Süden, Bains-les-Bains im Südwesten, Les Voivres im Westen sowie Harsault im Nordwesten.

## Geschichte
Die Keimzelle der heutigen Gemeinde war eine Kapelle aus dem 14. Jahrhundert, die zwischen den Weilern Hardémont, Haudompré und Grémifontaine errichtet wurde.

### Bevölkerungsentwicklung
| Jahr      | 1962 | 1968 | 1975 | 1982 | 1990 | 1999 | 2006 | 2014 | 2021 |
| Einwohner | 890  | 922  | 776  | 747  | 733  | 705  | 653  | 669  | 674  |

Im Jahr 1836 wurde mit 2544 Bewohnern die bisher höchste Einwohnerzahl ermittelt. Die Zahlen basieren auf den Daten von cassini.ehess und INSEE.

## Sehenswürdigkeiten
- Abenteuer-Bauernhof in einem kleinen Freizeitpark
- Kirche Saint-Romaric[3] aus dem 18. Jahrhundert, mit einer Flammenbaum-Terrasse
- Kapelle Unserer Lieben Frau, errichtet zu Beginn des 20. Jahrhunderts
- Kirche Sainte-Marie des Aulnouzes im Weiler Le Molieu

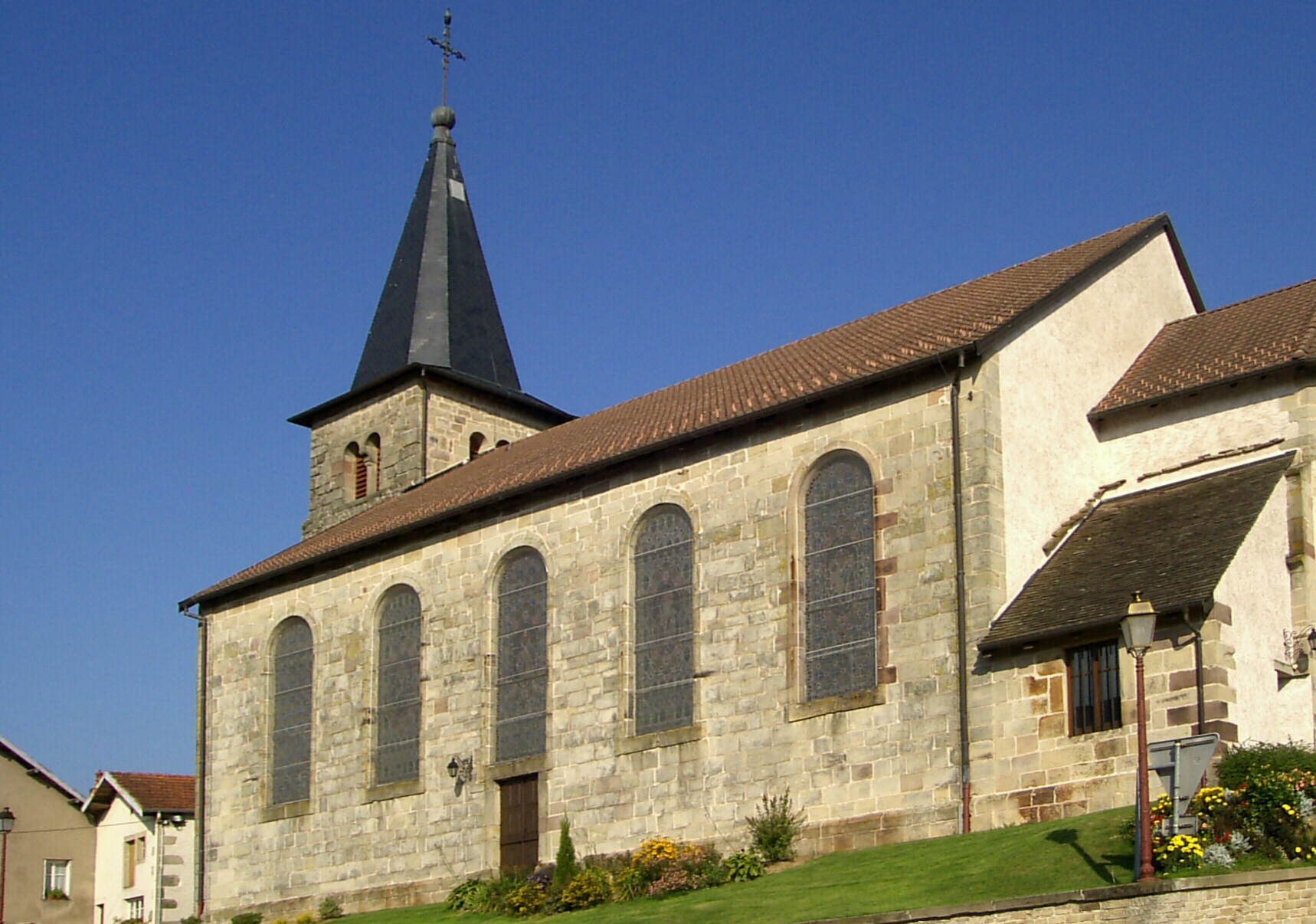
Kirche Saint-Romaric
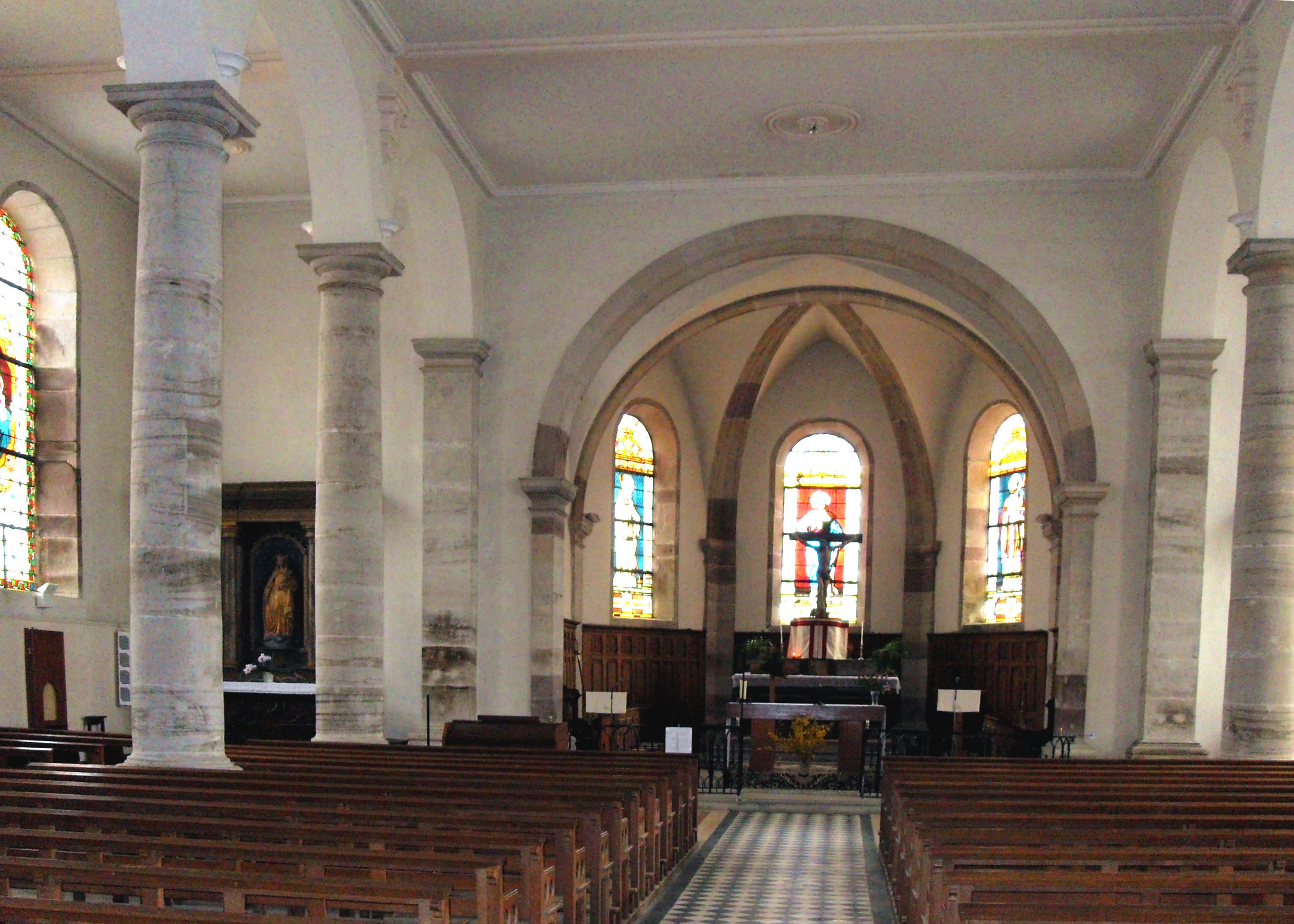
Innenansicht der Kirche Saint-Romaric
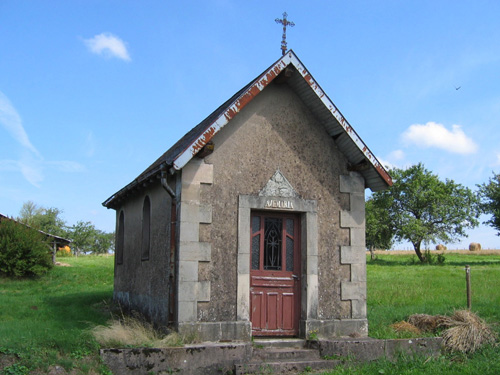
Kapelle Unserer Lieben Frau
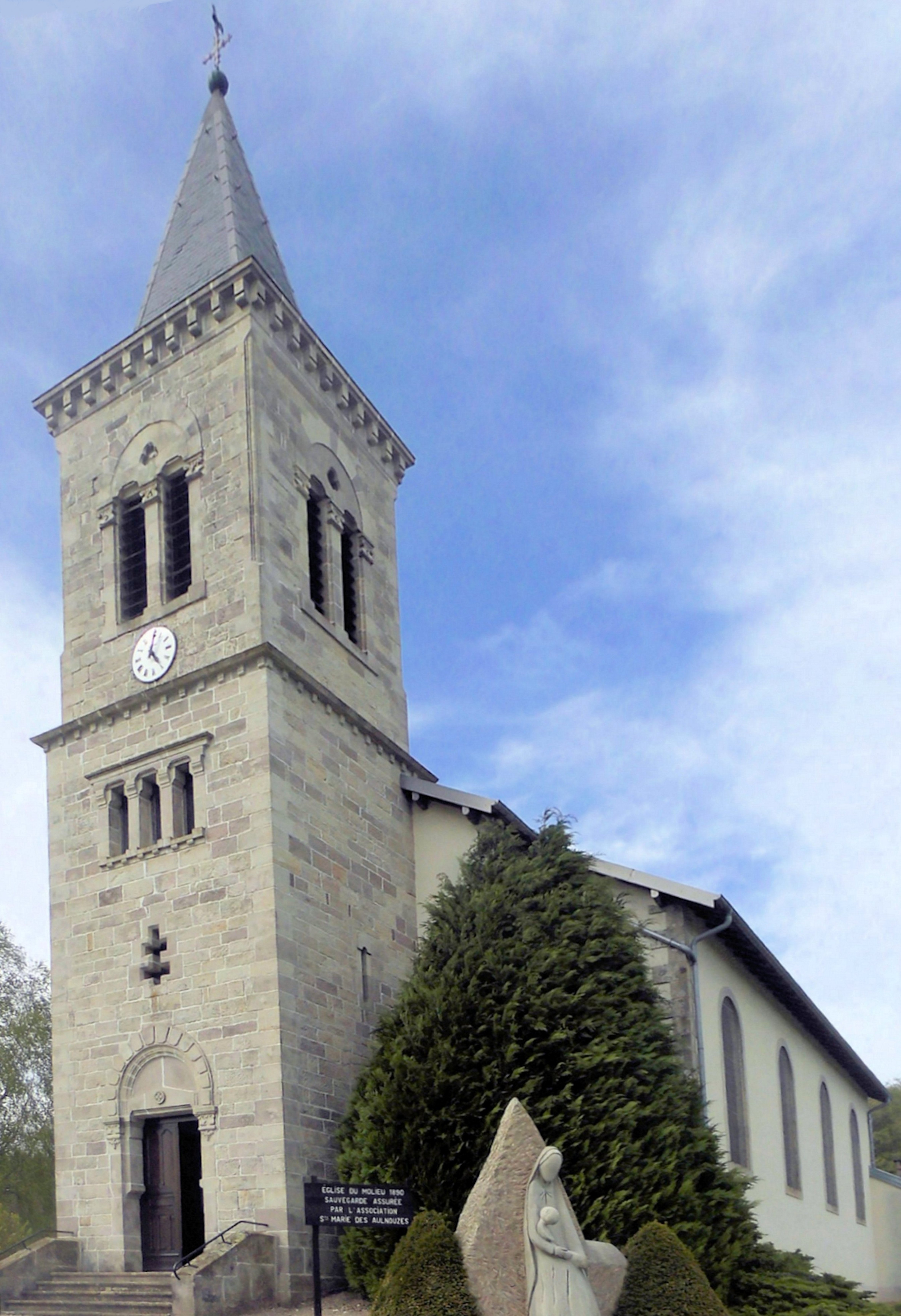
Kirche Sainte-Marie des Aulnouzes
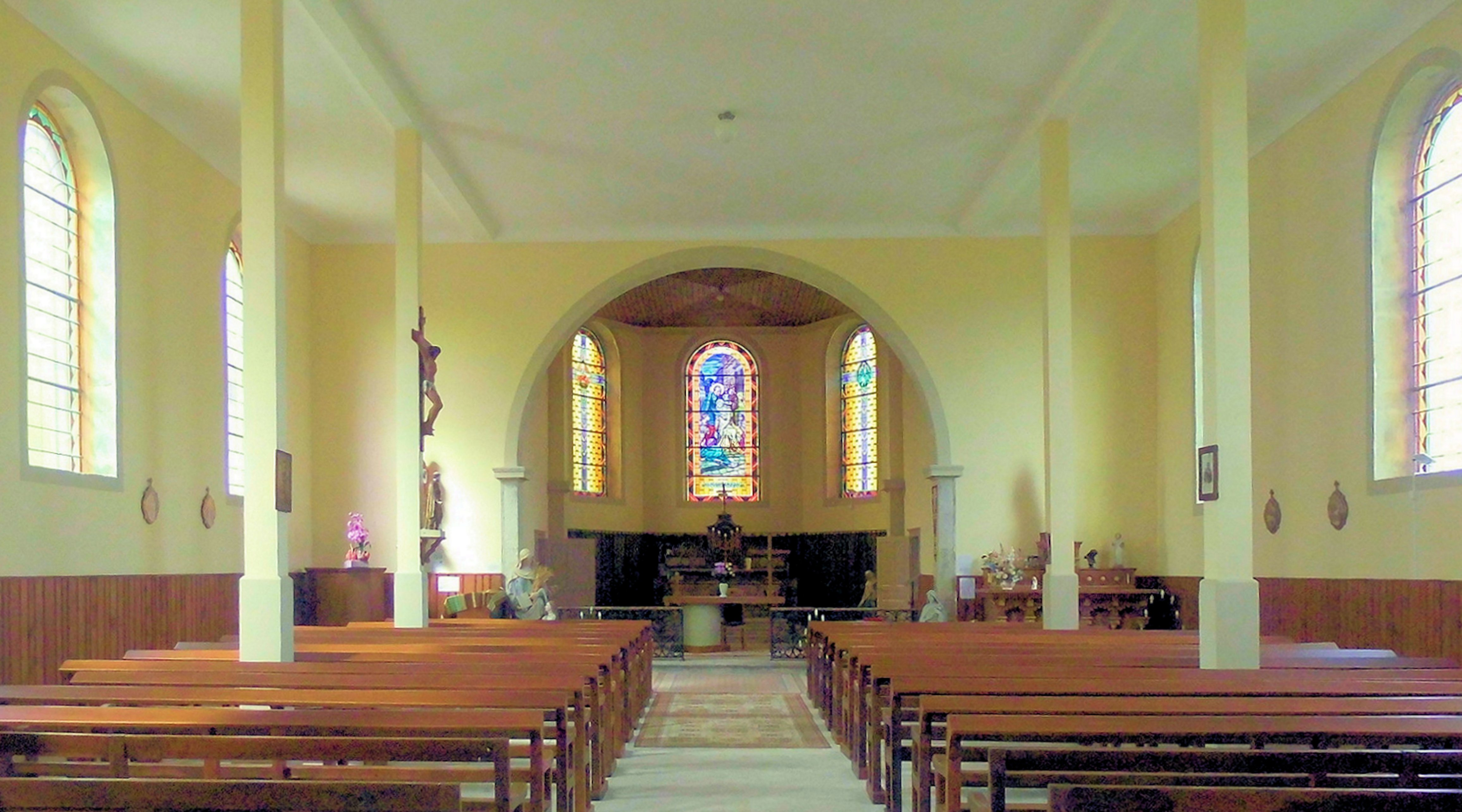
Innenansicht der Kirche Sainte-Marie des Aulnouzes

## Wirtschaft und Infrastruktur
In der Nähe von La Chapelle-aux-Bois wurde früher Granit gebrochen. In der Gemeinde sind 38 Landwirtschaftsbetriebe ansässig (Getreideanbau, Milchwirtschaft, Zucht von Pferden, Rindern, Geflüfel, Schweinehaltung). Darüber hinaus leben die Einwohner von der Forstwirtschaft (Buchen, Eichen und Kiefern) oder pendeln in die nahegelegenen Orte Bains-les Bains und Xertigny.
Durch das Gemeindegebiet von La Chapelle-aux-Bois führen die Fernstraße D 4 (Bains-les-Bains-Mirecourt) und die Nationalstraße 434 (Épinal-Vesoul). Die Bahnlinie Nancy–Belfort, die vom Unternehmen TER Grand Est betrieben wird, verläuft südöstlich von Chapelle-aux-Bois, der Bahnhof Xertigny ist etwa drei Kilometer vom Zentrum der Gemeinde entfernt.

## Persönlichkeiten
- Émile Demangel (1882–1968), Bahnradsportler

## Belege
1. ↑  La Chapelle-aux-Bois auf cassini.ehess
2. ↑  La Chapelle-aux-Bois auf INSEE
3. ↑  Eglise Saint-Romaric
4. ↑  Landwirtschaftsbetriebe auf annuaire-mairie.fr (französisch)